# William Alexander (1602-1638)
 (août 2022).
Si vous disposez d'ouvrages ou d'articles de référence ou si vous connaissez des sites web de qualité traitant du thème abordé ici, merci de compléter l'article en donnant les références utiles à sa vérifiabilité et en les liant à la section « Notes et références ».
Pour les articles homonymes, voir Alexander et William Alexander (homonymie).
William Alexander le jeune, sir William Alexander est né vers 1602, mort à Londres, le 18 mai 1638. Il a été le fondateur, en 1629, de la colonie écossaise à Port-Royal, dans le lieu appelé aujourd'hui Annapolis Royal, Nouvelle-Écosse. 

## Biographie
Il était le fils aîné de William Alexander, premier comte de Stirling, qui avait obtenu du roi d'Écosse puis d'Angleterre,  Jacques Ier d'Angleterre le droit de créer une colonie en Amérique du Nord pour y faire venir des colons Écossais en 1621. Ce territoire appelé Nouvelle-Écosse  couvrait les actuelles provinces Maritimes du Canada et la Gaspésie et était déjà revendiqué par la France sous le nom d'Acadie. Des Français avaient commencé sa colonisation en 1609.
Étant mort avant son père, il n'a jamais porté le titre de comte de Stirling. Il a été fait chevalier par le roi Charles Ier, le 22 mars 1627. Il est parti faire sa première course sur navire armé par son père deux mois plus tard.
En 1629, il avait construit un fort sur l'île du Cap-Breton avec  sir James Stewart de Killeith, lord Ochiltree, à Baleine, à quelques kilomètres au nord de Louisbourg. Ces colons y érigèrent le fort Rosemar. Quelques mois plus tard, le capitaine marchand français Charles Daniel prit le fort.
Il a implanté le Fort Charles en 1629, sur le site appelé Port-Royal où il est arrivé avec 70 colons écossais. Ce lieu a été occupé par les colons écossais jusqu'à la signature du traité de Saint-Germain-en-Laye. 47 colons écossais retournèrent alors en Angleterre sur un des  bateaux qui avait été affretté par Isaac de Razilly.
En 1635 il est devenu membre du conseil de la New England Company, et, en 1637, sous-secrétaire d'État pour l'Écosse. Il est mort subitement à Londres, en 1638.

## Emplacement du site du fort Charles
Pendant de nombreuses années, on a cru que le site de cette première implantation écossaise appelée Fort Charles, ou Fort Scots (fort des Écossais), se trouvait sur une colline dominant le site de l'habitation de Port-Royal. Un monument en pierre y avait été installé sur le lieu qui est considéré comme un Lieu historique national du Canada en 1951. La plaque a été déplacée sur le vrai site du fort Charles tel que les recherches archéologiques ont pu le découvrir, à Annapolis Royal, en dessous du Fort Anne. 